# Вітор Роке
Вітор Роке (порт. Vitor Roque, нар. 28 лютого 2005, Тімотеу) — бразильський футболіст, нападник клубу «Барселона».
Виступав, зокрема, за клуб «Крузейру», а також національну збірну Бразилії.
Переможець Ліги Паранаенсе.

## Клубна кар'єра
Народився 28 лютого 2005 року в місті Тімотеу. Вихованець юнацьких команд футбольних клубів «Америка Мінейру» та «Крузейру».
У дорослому футболі дебютував 2021 року виступами за команду «Крузейру», в якій провів один сезон, взявши участь у 6 матчах чемпіонату.
До складу клубу «Атлетіку Паранаенсе» приєднався 2022 року. Станом на 2 липня 2023 року відіграв за команду з Куритиби 42 матчі в національному чемпіонаті.
12 липня 2023 року «Барселона» оголосила, що досягла домовленості про трансфер Роке з «Атлетіку», погодивши контракт до сезону 2030-31 років з правом викупу в розмірі 500 мільйонів євро. 27 грудня Роке пройшов медичне обстеження в Сіутат Еспортіа, виконав зобов'язання перед електронними ЗМІ, включаючи своє перше клубне інтерв'ю. Йому було присвоєно 19-й номер.

## Виступи за збірні
Протягом 2022–2023 років залучався до складу молодіжної збірної Бразилії. На молодіжному рівні зіграв в 11 офіційних матчах, забив 6 голів.
У 2023 році дебютував в офіційних матчах у складі національної збірної Бразилії.
| Дата      | Місто  | Господарі | Результат | Гості    | Турнір           | Голи | Примітки |
| --------- | ------ | --------- | --------- | -------- | ---------------- | ---- | -------- |
| 25-3-2023 | Танжер | Марокко   | 2 – 1     | Бразилія | товариський матч | -    | 65'      |
| Усього    |        | Матчів    | 1         |          | Голів            | 0    |          |

## Титули і досягнення

### Командні
- Переможець Ліги Паранаенсе (1):

«Атлетіку Паранаенсе»: 2023

### Особисті
- Найкращий бомбардир Чемпіонату Південної Америки U20: 2023 (по 6 м'ячів спільно з Андреєм Сантушем)